# 立花鑑備
立花 鑑備（たちばな あきのぶ）は、筑後国柳河藩の第11代（公式には10代）藩主。夭折した（本来の）第10代藩主・立花鑑広の同母弟で、その替え玉となる。第9代藩主・立花鑑賢の次男。母は側室の清光院（文子・宝珠山玄琢の娘）。婚約者は山内豊資の養方叔母・兎見（山内豊策の娘）。正室は広島藩主浅野斉賢の娘・加代子。幼名は初め竹千代、後に俣次郎、万寿丸。明治35年（1902年）まで鑑広と別人であることは極秘とされていた。

## 生涯
文政10年8月21日（1827年10月11日）、柳河にて生まれた。
文政13年（1830年）に家督相続していた兄が、天保4年（1833年）4月8日に享年11で死去した。若年のため嗣子もおらず、加えて将軍徳川家斉への初御目見が済んでいない上に、17歳未満では末期養子の許可が下りない可能性が高かったため、その年7月11日の夜に極秘のうちに鑑備が江戸藩邸に入れられ、家督を継いだ。
藩は幕府に対して「（病気の）鑑広は無事全快した」と報告し、公式上は兄と同一人物ということにした。このために幼名を万寿丸、諱を鑑広と称した。天保6年（1835年）に鑑広として将軍に初御目見し、従五位下・左近将監に叙任されて鑑備と諱を改めた。江戸武鑑での鑑備の家督相続年は、鑑広の家督相続年になっている。
兄の鑑広は生前に山内豊策の娘・兎見と婚約しており、表向き鑑広と同一人物であった鑑備はこの婚約も引き継いだが、兎見は夭折した。そのため、天保11年（1840年）に浅野斉賢の娘・加代子と婚姻する。しかし、天保13年（1842年）に離別した。鑑備は同年に国元に下向したが、そのまま病気により江戸に上ることが出来ず、藩内公式行事にも出席できないまま、死去まで柳川城別邸の「御花畠」で生活した。
弘化2年11月23日（1845年）、柳川藩第8代藩主鑑寿の孫であり、鑑広養弟から一門の監物家立花主税の養子になっていた鑑寛を貰い返して養嗣子として迎えた。弘化3年3月24日（1846年4月19日）に柳河にて死去した。家督は鑑寛が継いだ。享年20。

## 系譜
- 父：立花鑑賢（1789年 - 1830年）
- 母：文子、清光院 - 宝珠山玄琢の娘
- 正室：加代子 - 浅野斉賢の娘
- 婚約者：兎見 - 山内豊資の養方叔母、山内豊策の娘
- 養子
  - 男子：立花鑑寛（1829年 - 1909年） - 立花寿俶の子